# Pas del Llop (Abella de la Conca)

El Pas del Llop, respecte del terme d'Abella de la Conca

El Pas del Llop és un pas de muntanya o petita collada situada a 1.600 m d'altitud entre els termes municipals de Conca de Dalt (antic terme d'Hortoneda de la Conca), i d'Abella de la Conca, a la comarca del Pallars Jussà.
És en el camí de pujada al cim del Gallinova, al nord dels Feixans del Pas del Llop, a llevant de la Collada de Gassó. Pel costat del terme d'Abella de la Conca és dins de la partida d'Ordins.
A començaments del segle XXI ha quedat fora dels itineraris habituals de la gent del país, però antigament formava part de la xarxa de corriols de muntanya per passar d'una vall a l'altra.

## Etimologia
És un topònim romànic modern, amb un primer component, pas, de caràcter descriptiu, i un segon element que cal associar amb les activitats cinegètiques, freqüents a la zona, o amb l'ancestral temença popular a la figura del llop.